# Hornsimpa
Hornsimpa (Myoxocephalus quadricornis) hör till familjen simpor i ordningen kindpansrade fiskar. Lever i söt-, brack- och saltvatten. Den är Dalslands landskapsfisk.

## Utseende
Hornsimpan har ett kraftigt huvud med en stor, köttig mun och en kraftig, bakåt avsmalnande kropp färgad i gråbrunt med mörkare fläckar. Den har två ryggfenor, varav den bakre är högst, med fenstrålarna stickande upp över den egentliga fenan. På överkroppen har den flera längsrader med knöliga benutskott. På huvudet hos bräck- och saltvattensformerna finns fyra gulaktiga benutskott, därav namnet. Hornsimpan blir upp till 40 cm lång i Europa, 60 cm i Nordamerika. I sötvatten blir den dock sällan mer än 10 centimeter.

## Utbredning
Från Ishavskusten österut mot Berings sund och från Alaskas och Kanadas kuster söderut till Newfoundland och längs Grönlands södra och östra kuster. Finns även i Östersjön från Bottenhavet ner till Öland och sjöar i Norge, Sverige, Finland och Ryssland, troligtvis som en istidsrelikt. Närsläktad Myoxocephalus thompsonii finns i Stora sjöarnas sjösystem i USA och Kanada.

## Vanor
Lever i hav och djupa sjöar från grunda bottnar ner till 100 meters djup. Går djupare under sommaren. Födan utgörs av bottendjur och fisk. Livslängd upp till 14 år
Hornsimpan kan avge ett morrande läte, som bland annat hanen avger i samband med revirstrider.

## Fortplantning
Hornsimpan leker under vintern på grunt vatten, varvid hona och hane utför dansande rörelser. Hornsimpan är äggläggande, men har inre befruktning; hanen och honan pressar kloakerna mot varandra under parningen. Honan lägger upp till 5000 ägg i en klump på bottnen. Efteråt vaktar hanen äggen, som kläcks efter 12 till 14 veckor. De nykläckta ynglen är pelagiska. Äggen är grönaktiga.